# Computerspielgenre
Computerspiel- oder Videospiel-Genres sind Genres von Computerspielen, die sich in der Art der Interaktion und in den Spielmechanismen voneinander unterscheiden. Eine Einteilung in ein bestimmtes Genre ist bei vielen Spielen nur bedingt möglich, da oft Elemente verschiedener Genres gemischt werden. Das führt zu einer erweiterten Aufteilung (teilweise mit Unterkategorien, sogenannten Subgenres). Jedoch gibt es bisher nur eine grobe wissenschaftlich anerkannte Einteilung.

## Theorie der Computerspiel-Genres
Stärker als in anderen Medien sind die Genres der Computerspiele durch die technischen Möglichkeiten bzw. Beschränkungen bestimmt. Da sich die Realität nicht eins zu eins in einem Computerspiel abbilden lässt, muss der zu realisierende Aspekt zunächst genau bestimmt werden und dann stark abstrahiert werden, denn es können nur die ganz speziellen Teilaspekte simuliert werden, die für den Spielwitz als elementar empfunden werden.
So wurde in den Anfängen der Computerspiele das Tennisspiel in dem Spiel Pong als zwei Balken (Schläger) realisiert, die in einem scheinbar leeren Raum ein kleines Quadrat (aufgrund der geringen Auflösung war kein Kreis möglich) reflektierten. Trotz der immensen Abstraktion war die Grundidee eines Tennisspiels bzw. allgemeinen Ballspiels klar ersichtlich.
Die fortschreitende Verbesserung der Hardware erlaubt jedoch, den Grad der Abstraktion immer weiter abzusenken. Dies hat auch Konsequenzen für die Spielgenres. Ein Computerspiel kann durch seinen Detailgrad heute mehrere, früher abgetrennte Genres gleichzeitig realisieren. Dies erlaubt dem Spieler z. B. die Wahl zwischen einer aktionsreichen oder eher verstohlenen Spielweise, anstatt ihn auf eine einzige simulierte Spielweise zu beschränken. Neben der Vermischung von Genres werden auch immer wieder neue Genres kreiert. „Survival“-Simulationen als (Sub-)Genre beispielsweise existiert im Vergleich zu klassischen Genres noch nicht lange. An diesem Beispiel zeigt sich, dass entstehende Trends in der Gaming-Industrie häufig zu neuen Genrebezeichnungen führen.

## Geschichte der Computerspiel-Genres
In der zweidimensionalen Frühzeit der Computerspiele dominierten vor allem Spiele aus der Seitenansicht. Shoot ’em ups, Side-Scroller und Jump ’n’ Runs stellten dabei die beliebtesten Genres dar. In den späten 80er konnten zunehmend auch Rollenspiele und Adventures große Erfolge feiern; insbesondere die Spiele von LucasArts galten in dieser Zeit als Vorzeigeprodukte.
Mitte der 90er-Jahre setzte der Übergang von 2D- zu 3D-Grafik ein. Federführend war bei diesem Wandel vor allem das neue Ego-Shooter-Genre, welches vor allem mit den Spielen Wolfenstein 3D und Doom praktisch im Alleingang von id Software begründet wurde. Ähnlich erfolgreich war in dieser Zeit nur der immense Echtzeit-Strategiespiele-Boom, der mit dem Erfolg von Command & Conquer von Westwood eingeleitet wurde.
Spiele dieser Art lösten die bis dahin aufgrund ihrer einfacheren technischen Umsetzbarkeit dominierenden rundenbasierten Strategiespiele auf dem Massenmarkt nahezu komplett ab, indem sie eine neue, aktionsorientiertere Zielgruppe ansprachen.
Heutige Spiele weisen zunehmend einen Trend zu sogenannten Genremixen auf. Dies ist sowohl technisch (siehe Theorie) als auch marktwirtschaftlich begründet, um die Zielgruppe aus mehreren Genreanhängern gleichzeitig einbeziehen zu können.
So verwendet beispielsweise Diablo Eigenschaften von klassischen Rollenspielen (z. B. die Verbesserung des gespielten Charakters durch das Sammeln von Gegenständen), verfügt aber über einen wesentlich höheren Aktionsanteil.

## Veränderung des Nutzungsverhaltens
Bedingt durch technische Entwicklungen im Bereich der Miniaturisierung und des mobilen Internets können nun auch komplexe Spiele auf mobilen Endgeräten wie Smartphones, Tablets oder Ähnlichem genutzt werden. Die Computerspieleindustrie hat sich hierdurch neue Zielgruppen erschlossen – insbesondere für sogenannte Casual Games. Für viele Spiele werden inzwischen die in die Geräte integrierten Neigungssensoren genutzt, z. B. um mit der Bewegung des Smartphones ein virtuelles Auto zu lenken. Dies trägt ebenfalls zur Entwicklung neuer Subgenres bei.

## Liste von Genres

### Action
Actionspiel
- Fighting Game
  - Beat ’em up
    - Side-Scrolling Beat ’em up

  - Hack & Slay
- Battle Royale
- Shooter
  - Ego-Shooter
    - Massively Multiplayer Online First-Person Shooter

  - Third-Person-Shooter
  - Taktik-Shooter
  - Shoot ’em up
  - Danmaku
  - Lightgun-Shooter
  - Helden-Shooter
  - Arcade-Shooter
  - Arena-Shooter
- Geschicklichkeitsspiel
  - Ragdoll-Spiel
- Maze
- Plattformspiele:
  - Jump ’n’ Run
  - Plattform-Shooter
  - Auto-Runner
  - Side-Scroller
  - Metroidvania
- Stealth-Computerspiel
- Survival-Spiel

### Adventure
Ein Adventure ist ein Computerspiel, das hauptsächlich das Lösen von Rätseln innerhalb eines narrativen Rahmens zum Inhalt hat. Adventures erfordern primär logisches Denken und stellen weniger Ansprüche an mechanische Fähigkeiten.
- Action-Adventure
  - Survival-Horror
- Escape Game
- Interaktiver Film
- Japanisches Adventure
  - Digital Novel
    - Kinetic Novel
    - Sound Novel
    - Visual Novel

  - Ren’ai-Adventure
    - Bishōjo Game
    - Erogē
    - Otome Game
- Point-and-Click-Adventure
- Textadventure

### Rollenspiel
Rollenspiele:
- Action-Rollenspiel (ARPG)
- Dungeon Crawler
- MMORPG
- Multi User Dungeon
- Rogue-like
- Strategie-Rollenspiel

### Strategie
Strategiespiele:
- Aufbauspiel
- Echtzeit-Strategiespiel
  - Multiplayer Online Battle Arena
  - Tower Defense
  - Echtzeit-Taktikspiel
- Rundenbasiertes Strategiespiel
  - Auto-Battler
  - Rundenbasiertes Taktikspiel
- Wirtschaftssimulation
- Globalstrategiespiel
- Artillery-Spiel

### Simulation
Simulationen:
- Fahrzeugsimulation
  - Landwirtschaftssimulation
  - Flugsimulation
  - Schiffsimulation
  - Fahrsimulator
  - U-Boot-Simulation
  - Zugsimulation
  - Weltraum-Flugsimulation
(siehe auch:
Kategorie:Weltraumsimulator)
- Göttersimulation
- Lebenssimulation
  - Ren’ai-Simulation, Liebessimulation, Dating Sim
- Militärsimulation
  - Kriegsspiele
  - Marinesimulation
  - Panzersimulation
  - Mechsimulation
- Rennsimulation, Autosimulation
- Wirtschaftssimulation
  - Eisenbahnspiel
    - Zugsimulation
    - Stellwerksimulation

  - Konstruktions- und Mangementsimulation
    - Städtebausimulation
    - Verkehrsmanagementspiel
- Sportsimulation:
  - Fußballsimulation
  - Rennspiel
    - Rennsimulation
    - Fun-Racer
    - Vehicular-combat
    - Rallye
    - Stunt-Racer

  - Olympiade-Spiele
  - Flipper
- Tiersimulation
- Berufssimulation
  - Detektivspiel
  - Arztsimulation
  - Kochsimulation
- Konfliktsimulation
- Physiksimulation

### Sonstige
- Denk- und Gedächtnisspiel
  - Gehirntraining
  - Puzzle
  - Rätselspiel
  - Wimmelspiel
- Horrorspiel
  - Survival Horror
  - Action Horror
  - Psychologischer Horror
  - Jumpscare Horror
  - Reverse Horror
- Lernspiel
  - Quiz
  - Programmierspiel
  - Mathematisches Spiel
  - Serious Game
- Musikspiel
  - Singspiel bzw. Karaoke
  - virtuelles Musikinstrument
  - Rhythmusspiel
- Partyspiel
- Interactive Fiction
- Sandbox-Game
- Erotikspiel
  - Erogē
- Retrospiel und Arcade-Spiel
- Exergame
  - Tanzspiel
- Audiospiel
- Game with a purpose
- Serious Game
  - Kunstspiel
  - Newsgame
  - Exergame
  - Werbespiel
  - Lernspiel
- Casual Game
- Clicker Game
- Werbespiel
- Kartenspiel
  - Sammelkartenspiel
- Brettspiel
- Glücksspiel und Casinospiel
- Einzelspieler-Spiel
- Mehrspieler-Spiel
  - Splitscreen-Spiel
  - Hot-Seat-Spiel
  - Koop-Spiel
  - Onlinespiel
    - Browserspiel
      - Social Network Game
      - Foren-Rollenspiel
      - Chatspiel
      - Livestream-Spiel

    - Play-by-E-Mail
    - Service-Spiel
    - Massively Multiplayer Online Game
- Augmented-Reality-Spiel
  - Alternate Reality Game
  - Location-based Game
- Virtual-Reality-Spiel
- Toys-to-life
- Fantasy Sport
- Isekai
- Minispiel
- Fun-Game/Comedy-Spiel
- Non-Game
- Gacha-Game
- Mal- und Zeichnenspiel
- Open-World-Spiel
- Klon
- Vaporware
- E-Sport-Spiel
- Fangame
- Downloadable Content/Computerspiel-Erweiterung
- Free-to-play-Spiel
- Open-Source-Spiel
- Demo-Spiel
- Homebrew-Spiel
- Early-Access-Spiel
- Mod
- Spielesammlung
- Handyspiel